# Wierre-au-Bois
Wierre-au-Bois település Franciaországban, Pas-de-Calais megyében. Lakosainak száma 228 fő (2022. január 1.). Wierre-au-Bois Wirwignes, Longfossé, Questrecques és Samer községekkel határos.

## Népesség
A település népessége az elmúlt években az alábbi módon változott:
| Lakosok száma | 230  | 227  | 225  | 226  | 226  | 225  | 226  | 227  | 228  |
|               | 2013 | 2015 | 2016 | 2017 | 2018 | 2019 | 2020 | 2021 | 2022 |